# Dysomma tridens
Dysomma tridens is een straalvinnige vissensoort uit de familie van kuilalen (Synaphobranchidae). De wetenschappelijke naam van de soort is voor het eerst geldig gepubliceerd in 1989 door Robins, Böhlke & Robins.